# Circonscription de Béja
La circonscription de Béja est une ancienne circonscription électorale tunisienne. Elle couvre le territoire du gouvernorat de Béja.
Le décret-loi no 2022-55 du 15 septembre 2022 la divise en quatre circonscriptions.

## Résultats électoraux

### Assemblée constituante de 2011
Voici les résultats de l'élection de l'Assemblée constituante de 2011 pour la circonscription ; la liste donne les partis ayant obtenu au moins un siège :
| Parti          | Parti                                                              | Voix    | %    | Sièges |
| -------------- | ------------------------------------------------------------------ | ------- | ---- | ------ |
|                | Ennahdha                                                           | 30 787  | 31,1 | 2      |
|                | Pétition populaire pour la liberté, la justice et le développement | 8 264   | 8,3  | 1      |
|                | Parti démocrate progressiste                                       | 7 523   | 7,6  | 1      |
|                | Ettakatol                                                          | 6 877   | 6,9  | 1      |
|                | Congrès pour la République                                         | 6 822   | 6,9  | 1      |
| Inscrits       | Inscrits                                                           | 112 264 | ?    | -      |
| Votants        | Votants                                                            | 99 073  | ?    | -      |
| Exprimés       | Exprimés                                                           | 99 073  | ?    | -      |
| Blancs et nuls | Blancs et nuls                                                     | 13 281  | ?    | -      |

### Élections législatives de 2014
Voici les résultats des élections législatives de 2014 pour la circonscription :
| Parti          | Parti                             | Voix   | %     | Sièges |
| -------------- | --------------------------------- | ------ | ----- | ------ |
|                | Nidaa Tounes                      | 30 457 | 38,35 | 3      |
|                | Ennahdha                          | 16 874 | 21,24 | 1      |
|                | Mouvement du peuple               | 7 598  | 9,57  | 1      |
|                | Union patriotique libre           | 4 411  | 5,55  | 1      |
|                | Front populaire                   | 2 582  | 3,25  | 0      |
|                | Initiative nationale destourienne | 1 502  | 1,89  | 0      |
|                | Al Joumhouri                      | 1 446  | 1,82  | 0      |
|                | Congrès pour la République        | 1 193  | 1,50  | 0      |
|                | Courant démocrate                 | 1 023  | 1,29  | 0      |
|                | Afek Tounes                       | 874    | 1,10  | 0      |
| Inscrits       | Inscrits                          | ?      | ?     | -      |
| Abstentions    | Abstentions                       | ?      | ?     | -      |
| Votants        | Votants                           | 79 446 | ?     | -      |
| Blancs et nuls | Blancs et nuls                    | ?      | ?     | -      |
| Exprimés       | Exprimés                          | ?      | ?     | -      |

## Représentants

### Constituants
|  | Nom            | Image | Parti                        |
|  | -------------- | ----- | ---------------------------- |
|  | Sadok Mokaddem |       | Front national (Néo-Destour) |
|  | Ali Zlaoui     |       | Front national (Néo-Destour) |
|  | Cherif Mrad    |       | Front national (Néo-Destour) |
|  | Chedly Rehaïem |       | Front national (Néo-Destour) |

|  | Nom                  | Image | Parti                                                              |
|  | -------------------- | ----- | ------------------------------------------------------------------ |
|  | Mohamed Saïdi        |       | Ennahdha                                                           |
|  | Nabila Askri Snoussi |       | Ennahdha                                                           |
|  | Chokri Kastalli      |       | Parti démocrate progressiste puis Alliance démocratique            |
|  | Aymen Zouaghi        |       | Pétition populaire pour la liberté, la justice et le développement |
|  | Rabiî Abdi           |       | Congrès pour la République, indépendant puis Wafa                  |
|  | Ali Bechrifa         |       | Ettakatol, indépendant puis Voie démocratique et sociale           |

### Députés
|  | Nom                  | Image | Parti                                         |
|  | -------------------- | ----- | --------------------------------------------- |
|  | Mohamed Chaouachi    |       | Union nationale (Parti socialiste destourien) |
|  | Kheireddine Salhi    |       | Union nationale (Parti socialiste destourien) |
|  | Mokhtar Ben Messaoud |       | Union nationale (Parti socialiste destourien) |
|  | Ibrahim Romdhani     |       | Union nationale (Parti socialiste destourien) |
|  | Abdelaziz Bouzaidi   |       | Union nationale (Parti socialiste destourien) |

|  | Nom                | Image | Parti                                      |
|  | ------------------ | ----- | ------------------------------------------ |
|  | Rafik Belhaj Kacem |       | Rassemblement constitutionnel démocratique |
|  | Ahmed Amri         |       | Rassemblement constitutionnel démocratique |
|  | Badreddine Zouari  |       | Rassemblement constitutionnel démocratique |
|  | Habib Hadidi       |       | Rassemblement constitutionnel démocratique |
|  | Mokhtar Bouabsa    |       | Rassemblement constitutionnel démocratique |

|  | Nom            | Image | Parti                                      |
|  | -------------- | ----- | ------------------------------------------ |
|  | Aissa Hidoussi |       | Rassemblement constitutionnel démocratique |
|  | Omar Bahri     |       | Rassemblement constitutionnel démocratique |
|  | Nabil Smadhi   |       | Rassemblement constitutionnel démocratique |
|  | Sadok Nouaki   |       | Rassemblement constitutionnel démocratique |
|  | Bachir Soussi  |       | Rassemblement constitutionnel démocratique |
|  | Hsan Trabelsi  |       | Parti de l'unité populaire                 |

|  | Nom                  | Image | Parti                                      |
|  | -------------------- | ----- | ------------------------------------------ |
|  | Mohamed Hédi Jelassi |       | Rassemblement constitutionnel démocratique |
|  | Mohamed Ben Yahia    |       | Rassemblement constitutionnel démocratique |
|  | Raja Fathallah       |       | Rassemblement constitutionnel démocratique |
|  | Sahbi Soltani        |       | Rassemblement constitutionnel démocratique |
|  | Mustapha Mansouri    |       | Rassemblement constitutionnel démocratique |
|  | Khadija Mbazaïa      |       | Parti de l'unité populaire                 |

|  | Nom                    | Image | Parti                                      |
|  | ---------------------- | ----- | ------------------------------------------ |
|  | Mohamed Hédi Jelassi   |       | Rassemblement constitutionnel démocratique |
|  | Mohamed Ben Yahia      |       | Rassemblement constitutionnel démocratique |
|  | Sahbi Soltani          |       | Rassemblement constitutionnel démocratique |
|  | Mustapha Mansouri      |       | Rassemblement constitutionnel démocratique |
|  | Mouna Touil Guerouachi |       | Rassemblement constitutionnel démocratique |
|  | Abdelkrim Khaloui      |       | Mouvement des démocrates socialistes       |
|  | Khalifa Trabelsi       |       | Parti social-libéral                       |
|  | Arbi Mgaidi            |       | Union démocratique unioniste               |

|  | Nom                   | Image | Parti                   |
|  | --------------------- | ----- | ----------------------- |
|  | Mounir Hamdi          |       | Nidaa Tounes            |
|  | Najla Saadaoui        |       | Nidaa Tounes            |
|  | Issam Matoussi        |       | Nidaa Tounes            |
|  | Sami Fatnassi         |       | Ennahdha                |
|  | Ridha Dalaai          |       | Mouvement du peuple     |
|  | Noureddine Ben Achour |       | Union patriotique libre |

|  | Nom             | Image | Parti                  |
|  | --------------- | ----- | ---------------------- |
|  | Rafik Amara     |       | Au cœur de la Tunisie  |
|  | Souhir Askri    |       | Au cœur de la Tunisie  |
|  | Mohamed Goumani |       | Ennahdha               |
|  | Ridha Dallai    |       | Mouvement du peuple    |
|  | Mustpha Gharbi  |       | Parti destourien libre |
|  | Hédi Mekni      |       | Tahya Tounes           |